# Roy Boulting
Pour les articles homonymes, voir Boulting.
Roy Boulting, né le 21 novembre 1913 à Bray, dans le Berkshire (Royaume-Uni) et mort le 5 novembre 2001 à Eynsham, dans l'Oxfordshire (Royaume-Uni), est un réalisateur, scénariste et producteur britannique, connu pour avoir, conjointement avec son frère jumeau John Boulting, produit une série de comédies satiriques dans les années 1950 et 1960.

## Biographie
L'œuvre des deux frères est indissociable. Ils exerçaient ensemble les fonctions de producteur et de réalisateur quand les circonstances l’imposaient et, souvent, ils passaient d’une casquette à l'autre selon le type de film sur lequel ils travaillaient, bien qu'ils produisissent aussi des films séparément. Tous deux participèrent aussi à l’écriture des scénarios de leurs films.
Ils commencèrent leur carrière avec des drames sérieux, denses, économiques, tels que Ultimatum (Seven Days to Noon, 1950) et Le Gang des tueurs (Brighton Rock), une adaptation de Graham Greene — deux films avec Roy comme producteur et John comme réalisateur.
Par la suite, ils se firent une réputation en réalisant une série de comédies satiriques, aujourd’hui tenues pour des classiques du cinéma britannique ; ce sont Ce sacré z'héros (Private's Progress, 1956), Sept Jours de malheur (Lucky Jim, 1957) et Après moi le déluge (I'm All Right Jack, 1959), trois films pour lesquels ils occupaient les mêmes fonctions qu’indiquées plus haut, et au scénario desquels John participait habituellement. Ces comédies avaient souvent pour interprètes principaux Ian Carmichael, principalement, mais aussi Richard Attenborough et Terry-Thomas, noms auxquels venaient parfois s'ajouter ceux de Dennis Price, John Le Mesurier, Irene Handl et Miles Malleson.
Après moi le déluge a également pour vedette Peter Sellers ; ce film, d'ailleurs, propulsa la carrière du comédien, en lui faisant obtenir le Prix du meilleur acteur de la BAFTA. Sellers apparut par la suite également dans d’autres films des frères Boulting.
En 1966, Chaque chose en son temps (The Family Way) devait susciter une légère controverse, à cause de son sujet : il avait pour protagonistes un couple de jeunes mariés et leurs familles terre-à-terre. C'est sur le tournage du film que Roy rencontra Hayley Mills, qu'il devait épouser en 1971 ; ensemble ils eurent un fils, Crispian Mills. Roy et Hayley devaient cependant se séparer en 1977.
Pendant les années 1980, Roy Boulting travailla pour la télévision, en réalisant un épisode de la série Miss Marple, la série populaire de la BBC…

### Vie privée
Roy Boulting est le fils d’Arthur Boulting et Rose Bennet.
Roy Boulting est décédé le 5 novembre 2001, plus d’une dizaine d’années après son jumeau. Ils avaient un frère aîné, Sydney Boulting, qui est devenu acteur et producteur pour le théâtre, connu sous le nom de Peter Cotes (en).

## Filmographie

### Réalisateur
- 1937 : The Landlady
- 1937 : Consider Your Verdict
- 1939 : Trunk Crime
- 1939 : Inquest
- 1940 : Sublime Sacrifice (Pastor Hall)
- 1941 : Dawn Guard
- 1942 : Le Rocher du tonnerre (Thunder Rock)
- 1943 : Victoire du désert (Desert Victory) (non crédité)
- 1945 : Victoire de Birmanie (Burma Victory)
- 1947 : Fame Is the Spur
- 1948 : The Guinea Pig
- 1950 : Ultimatum (Seven Days to Noon)
- 1951 : Haute Trahison (High Treason)
- 1953 : Marin du roi (Sailor of the King)
- 1954 : L'Île du danger (Seagulls Over Sorrento)
- 1955 : Joséphine et les hommes (Josephine and Men)
- 1956 : La Course au soleil (Run for the Sun)
- 1957 : Ce sacré confrère (Brothers in Law)
- 1958 : Gai, gai, marions-nous ! (Happy Is the Bride)
- 1959 : Sois toujours diplomate (Carlton-Browne of the F.O.)
- 1960 : Suspect (en)
- 1960 : Amour au collège (A French Mistress)
- 1963 : Heavens Above!
- 1966 : Chaque chose en son temps (The Family Way)
- 1968 : Sous l'emprise du démon (Twisted Nerve)
- 1970 : Une fille dans ma soupe (There's a Girl in My Soup)
- 1971 : Mr. Forbush and the Penguins (en) (non crédité)
- 1974 : En voiture, Simone (Soft Beds, Hard Battles)
- 1979 : Danny Travis le justicier (The Last Word)
- 1985 : La Plume empoisonnée (The Moving Finger)(tv, épisode de la série Miss Marple)

### Scénariste
- 1940 : Sublime Sacrifice (Pastor Hall) (non crédité)
- 1948 : The Guinea Pig
- 1950 : Ultimatum (Seven Days to Noon)
- 1951 : Haute Trahison (High Treason)
- 1954 : L'Île du danger (Seagulls Over Sorrento)
- 1955 : Joséphine et les hommes (Josephine and Men)
- 1956 : La Course au soleil (Run for the Sun)
- 1957 : Ce sacré confrère (Brothers in Law)
- 1958 : Gai, gai, marions-nous ! (Happy Is the Bride)
- 1959 : Sois toujours diplomate (Carlton-Browne of the F.O.)
- 1960 : Suspect (en)
- 1960 : Amour au collège (A French Mistress)
- 1965 : Rotten to the Core
- 1968 : Sous l'emprise du démon (Twisted Nerve)
- 1974 : En voiture, Simone (Soft Beds, Hard Battles)
- 1975 : The Kingfisher Caper

### Producteur
- 1947 : Le Gang des tueurs (Brighton Rock)
- 1950 : Ultimatum (Seven Days to Noon)
- 1954 : L'Île du danger (Seagulls Over Sorrento)
- 1956 : Ce sacré z'héros (Private's Progress)
- 1957 : Sept jours de malheur (Lucky Jim)
- 1959 : Après moi le déluge (I'm All Right Jack)
- 1960 : Suspect (en)
- 1960 : Amour au collège (A French Mistress)
- 1963 : Heavens Above!
- 1965 : Rotten to the Core
- 1974 : En voiture, Simone (Soft Beds, Hard Battles)

### Monteur
- 1940 : Sublime Sacrifice (Pastor Hall)
- 1941 : Dawn Guard
- 1942 : Le Rocher du tonnerre (Thunder Rock)
- 1943 : Victoire du désert (Desert Victory) (non crédité)
- 1945 : Victoire de Birmanie (Burma Victory)
- 1950 : Ultimatum (Seven Days to Noon)

### Compositeur
- 1960 : Amour au collège (A French Mistress) (chanson Madeleine)
- 1974 : En voiture, Simone (Soft Beds, Hard Battles) (thème The Madame Grenier)

### Intervenant
- 1995 : Empire of the Censors (TV) : lui-même
- 1997 : Hollywood Commandos (TV) : lui-même